# Isabel Santa Rosa
Isabel Santa Rosa (18 de Fevereiro de 1931 — 15 de Setembro 2001), foi uma bailarina portuguesa.

## Biografia
Isabel Santa Rosa Félix nasceu em Marrocos, filha de pais emigrados em Casablanca; estudou no conservatório local com a professora russa Mentine Patti. Terminou o curso em 1947, fixando-se de seguida em Portugal. Iniciou a sua carreira na Companhia Portuguesa de Bailado Verde Gaio (na época o único agrupamento profissional de dança em Portugal). A integração nesse grupo permitiu-lhe estudar com Guglielmo Morresi (antigo aluno de Enrico Cecchetti), Ivo Crámer, Violette Quenolle e Francis Graça, coreógrafos e/ou bailarinos da companhia. Foi promovida à categoria de primeira bailarina, sucedendo a Ruth Walden nos papéis principais de obras assinadas por Francis Graça.
Na década de 1960 Santa Rosa aderiu de imediato à constituição do Centro Português de Bailado e do Grupo Experimental de Bailado (1961), em que viria a trabalhar com o coreógrafo Norman Dixon, dançado os papéis principais da maioria das suas obras, de onde pode destacar-se a peça Homenagem a Florbela e Ritmo Violento. Com a vinda de Walter Gore, e já então bailarina principal do grupo, irá dançar, além do reportório do próprio Gore, os grandes clássicos. Já com a chancela da Fundação Calouste Gulbenkian, em 1965 a companhia em que Santa Rosa era figura principal passa a denominar-se Grupo Gulbenkian de Bailado (dirigido por Milko Sparemblek) e, em 1975, Ballet Gulbenkian. Integrada nesse grupo dança criações de Águeda Sena, Fernando Lima, Juan Corelli, John Butler, Jorge Garcia, Milko Sparemblek e Lar Lubovitch, bem como um extenso reportório da autoria do coreógrafo Carlos Trincheiras (seu marido), de onde podem destacar-se Dulcineia, Inter-Rupto, Satélites, O Trono, Arquipélago III, Enigmas, etc.
Foi a única portuguesa a dançar (ao lado de bailarinos como Carlos Trincheiras ou Armando Jorge), em palcos nacionais, os papéis principais de obras como O Lago dos Cisnes, O Quebra Nozes, Giselle e Petruchka. A reconhecida qualidade do seu trabalho como bailarina levou-a a ser convidada por vários coreógrafos de renome a abandonar Portugal para trabalhar no estrangeiro, o que sempre recusou. 
Com o Grupo Gulbenkian participou em digressões por Espanha, Brasil, Angola, Moçambique, e actuou em cidades como Osaka, Marselha, Roma, etc. Entre 1975 e 1977 fez parte da “comissão Artística” que dirigiu o Ballet Gulbenkian (com Carlos Trincheiras, Jorge Garcia, Armando Jorge e Ger Thomas). Ainda em 1977 deixou o Ballet Gulbenkian, já dirigido por Jorge Salavisa, para exercer o cargo de subdiretora do Ballet do Teatro Municipal do Rio de Janeiro, então dirigido por Jorge Garcia. Dois anos depois regressou a Lisboa, onde iria trabalhar em especial com atores nas companhias de Carlos Avillez e Armando Cortez.
Em 1980 regressou ao Brasil como mestra-de-bailado do Grupo Corpo, de Belo Horizonte e depois do Grupo de Dança do Palácio das Artes, na mesma cidade. A partir do ano imediato estabeleceu-se na cidade de Curitiba (estado do Paraná), exercendo as funções de professora e ensaiadora no Balé Teatro Guaíra. Com a morte de Carlos Trincheiras, em 1993, assumiu a direção da companhia; neste período foi montado As Canções de Wesendonk (Sparembleck/Wagner). De regresso a em Portugal, em 1994, a convite da Secretaria de Estado da Cultura, assumiu as funções de diretora artística da Companhia Nacional de Bailado, abandonando o cargo no Verão de 1996 devido a problemas internos da companhia.
Em 1962, 1967 e 1969 foram-lhe atribuídos os Prémios da Imprensa na categoria de Melhor Bailarina.
Faleceu em Lisboa, a 15 de Setembro, no Hospital Curry Cabral, vítima de insuficiência pulmonar.

António Laginha (in Portugal 45-95, Nas artes, nas letras e nas ideias - CNC)